# Herald Sun Tour 2017
La 64.ª edición del Herald Sun Tour se celebró entre el 1 y el 5 de febrero de 2017 en Australia sobre un recorrido de 624,2 km.
La carrera hizo parte del calendario UCI Oceania Tour 2017 dentro de la categoría UCI 2.1
La carrera fue ganada por el corredor australiano Damien Howson del equipo Orica-Scott, en segundo lugar Jai Hindley y en tercer lugar Kenny Elissonde.

## Equipos participantes
Tomaron parte en la carrera 12 equipos. 2 de categoría UCI ProTeam; 4 de categoría Profesional Continental; 6 de categoría Continental y 2 selecciones nacionales.
| WorldTeams (2)- Sky - Orica-Scott Equipos continentales profesionales (4)- Roompot-Nederlandse Loterij - Gazprom-RusVelo - UnitedHealthcare - Aqua Blue Sport Equipos continentales (7)- JLT Condor - 7 Eleven-Road Bike Philippines - Attaque Team Gusto - IsoWhey Sports-Swiss Wellness - Drapac-Pat's Veg Holistic Development - NSW Institute of Sport - St George Continental Cycling Team Equipos nacionales (2)- Australia - Nueva Zelanda |
| |

## Etapas
| Etapa     | Fecha    | Recorrido                 | type            | Distancia (km) | Ganador          | Líder            |
| --------- | -------- | ------------------------- | --------------- | -------------- | ---------------- | ---------------- |
| Prólogo   | 1 de feb | Melbourne – Melbourne     | prólogo         | 2,1            | Danny van Poppel | Danny van Poppel |
| 1.ª etapa | 2 de feb | Wangaratta – Falls Creek  | etapa escarpada | 169,9          | Damien Howson    | Damien Howson    |
| 2.ª etapa | 3 de feb | Mount Beauty – Beechworth | etapa llana     | 165,6          | Luke Rowe        | Damien Howson    |
| 3.ª etapa | 4 de feb | Benalla – Nagambie        | etapa escarpada | 165,6          | Travis McCabe    | Damien Howson    |
| 4.ª etapa | 5 de feb | Kinglake – Kinglake       | etapa escarpada | 121            | Ian Stannard     | Damien Howson    |

### Prólogo
| \| Clasificación de la etapa \| Clasificación de la etapa \| Clasificación de la etapa \| Clasificación de la etapa \| Clasificación de la etapa \| \| Ciclista \| Ciclista \| Equipo \| Tiempo \| \| \| ------------------------- \| ------------------------- \| ----------------------------- \| ------------------------- \| ------------------------- \| \| 1.º \| Danny van Poppel \| Team Sky \| 2 min 32 s \| \| \| 2.º \| Brenton Jones \| JLT Condor \| + 1 s \| \| \| 3.º \| Alex Frame \| JLT Condor \| + 1 s \| \| \| 4.º \| Michael Hepburn \| Orica-Scott \| + 2 s \| \| \| 5.º \| Leigh Howard \| Aqua Blue Sport \| + 3 s \| \| \| 6.º \| Anthony Giacoppo \| IsoWhey Sports-Swiss Wellness \| + 3 s \| \| \| 7.º \| Jesse Kerrison \| IsoWhey Sports-Swiss Wellness \| + 3 s \| \| \| 8.º \| Ian Bibby \| JLT Condor \| + 4 s \| \| \| 9.º \| Travis McCabe \| UnitedHealthcare \| + 4 s \| \| \| 10.º \| Cameron Bayly \| IsoWhey Sports-Swiss Wellness \| + 4 s \| \| |                  |                               |            |
| |                  |                               |            |
| Fuente: ProCyclingStats |                  |                               |            |
| Clasificación de la etapa |                  |                               |            |
| Ciclista | Ciclista         | Equipo                        | Tiempo     |
| 1.º | Danny van Poppel | Team Sky                      | 2 min 32 s |
| 2.º | Brenton Jones    | JLT Condor                    | + 1 s      |
| 3.º | Alex Frame       | JLT Condor                    | + 1 s      |
| 4.º | Michael Hepburn  | Orica-Scott                   | + 2 s      |
| 5.º | Leigh Howard     | Aqua Blue Sport               | + 3 s      |
| 6.º | Anthony Giacoppo | IsoWhey Sports-Swiss Wellness | + 3 s      |
| 7.º | Jesse Kerrison   | IsoWhey Sports-Swiss Wellness | + 3 s      |
| 8.º | Ian Bibby        | JLT Condor                    | + 4 s      |
| 9.º | Travis McCabe    | UnitedHealthcare              | + 4 s      |
| 10.º | Cameron Bayly    | IsoWhey Sports-Swiss Wellness | + 4 s      |

| \| Clasificación general \| Clasificación general \| Clasificación general \| Clasificación general \| Clasificación general \| \| Ciclista \| Ciclista \| Equipo \| Tiempo \| \| \| --------------------- \| --------------------- \| ----------------------------- \| --------------------- \| --------------------- \| \| 1.º \| Danny van Poppel \| Team Sky \| 2 min 32 s \| \| \| 2.º \| Brenton Jones \| JLT Condor \| + 1 s \| \| \| 3.º \| Alex Frame \| JLT Condor \| + 1 s \| \| \| 4.º \| Michael Hepburn \| Orica-Scott \| + 2 s \| \| \| 5.º \| Leigh Howard \| Aqua Blue Sport \| + 3 s \| \| \| 6.º \| Anthony Giacoppo \| IsoWhey Sports-Swiss Wellness \| + 3 s \| \| \| 7.º \| Jesse Kerrison \| IsoWhey Sports-Swiss Wellness \| + 3 s \| \| \| 8.º \| Ian Bibby \| JLT Condor \| + 4 s \| \| \| 9.º \| Travis McCabe \| UnitedHealthcare \| + 4 s \| \| \| 10.º \| Cameron Bayly \| IsoWhey Sports-Swiss Wellness \| + 4 s \| \| |                  |                               |            |
| |                  |                               |            |
| Fuente: ProCyclingStats |                  |                               |            |
| Clasificación general |                  |                               |            |
| Ciclista | Ciclista         | Equipo                        | Tiempo     |
| 1.º | Danny van Poppel | Team Sky                      | 2 min 32 s |
| 2.º | Brenton Jones    | JLT Condor                    | + 1 s      |
| 3.º | Alex Frame       | JLT Condor                    | + 1 s      |
| 4.º | Michael Hepburn  | Orica-Scott                   | + 2 s      |
| 5.º | Leigh Howard     | Aqua Blue Sport               | + 3 s      |
| 6.º | Anthony Giacoppo | IsoWhey Sports-Swiss Wellness | + 3 s      |
| 7.º | Jesse Kerrison   | IsoWhey Sports-Swiss Wellness | + 3 s      |
| 8.º | Ian Bibby        | JLT Condor                    | + 4 s      |
| 9.º | Travis McCabe    | UnitedHealthcare              | + 4 s      |
| 10.º | Cameron Bayly    | IsoWhey Sports-Swiss Wellness | + 4 s      |

### Etapa 1
| \| Clasificación de la etapa \| Clasificación de la etapa \| Clasificación de la etapa \| Clasificación de la etapa \| Clasificación de la etapa \| \| Ciclista \| Ciclista \| Equipo \| Tiempo \| \| \| ------------------------- \| ------------------------- \| ----------------------------- \| ------------------------- \| ------------------------- \| \| 1.º \| Damien Howson \| Orica-Scott \| 4 h 33 min 54 s \| \| \| 2.º \| Jai Hindley \| Australia \| + 32 s \| \| \| 3.º \| Kenny Elissonde \| Team Sky \| + 47 s \| \| \| 4.º \| Michael Storer \| Australia \| + 1 min 03 s \| \| \| 5.º \| Esteban Chaves \| Orica-Scott \| + 1 min 10 s \| \| \| 6.º \| Chris Froome \| Team Sky \| + 1 min 11 s \| \| \| 7.º \| Nathan Earle \| Australia \| + 1 min 11 s \| \| \| 8.º \| Lucas Hamilton \| Australia \| + 1 min 11 s \| \| \| 9.º \| Cameron Meyer \| Australia \| + 1 min 13 s \| \| \| 10.º \| Timothy Roe \| IsoWhey Sports-Swiss Wellness \| + 1 min 15 s \| \| |                 |                               |                 |
| |                 |                               |                 |
| Fuente: ProCyclingStats |                 |                               |                 |
| Clasificación de la etapa |                 |                               |                 |
| Ciclista | Ciclista        | Equipo                        | Tiempo          |
| 1.º | Damien Howson   | Orica-Scott                   | 4 h 33 min 54 s |
| 2.º | Jai Hindley     | Australia                     | + 32 s          |
| 3.º | Kenny Elissonde | Team Sky                      | + 47 s          |
| 4.º | Michael Storer  | Australia                     | + 1 min 03 s    |
| 5.º | Esteban Chaves  | Orica-Scott                   | + 1 min 10 s    |
| 6.º | Chris Froome    | Team Sky                      | + 1 min 11 s    |
| 7.º | Nathan Earle    | Australia                     | + 1 min 11 s    |
| 8.º | Lucas Hamilton  | Australia                     | + 1 min 11 s    |
| 9.º | Cameron Meyer   | Australia                     | + 1 min 13 s    |
| 10.º | Timothy Roe     | IsoWhey Sports-Swiss Wellness | + 1 min 15 s    |

| \| Clasificación general \| Clasificación general \| Clasificación general \| Clasificación general \| Clasificación general \| \| Ciclista \| Ciclista \| Equipo \| Tiempo \| \| \| --------------------- \| --------------------- \| ----------------------------- \| --------------------- \| --------------------- \| \| 1.º \| Damien Howson \| Orica-Scott \| 4 h 36 min 32 s \| \| \| 2.º \| Jai Hindley \| Australia \| + 38 s \| \| \| 3.º \| Kenny Elissonde \| Team Sky \| + 53 s \| \| \| 4.º \| Michael Storer \| Australia \| + 1 min 10 s \| \| \| 5.º \| Chris Froome \| Team Sky \| + 1 min 12 s \| \| \| 6.º \| Cameron Meyer \| Australia \| + 1 min 13 s \| \| \| 7.º \| Lucas Hamilton \| Australia \| + 1 min 13 s \| \| \| 8.º \| Nathan Earle \| Australia \| + 1 min 15 s \| \| \| 9.º \| Esteban Chaves \| Orica-Scott \| + 1 min 15 s \| \| \| 10.º \| Timothy Roe \| IsoWhey Sports-Swiss Wellness \| + 1 min 17 s \| \| |                 |                               |                 |
| |                 |                               |                 |
| Fuente: ProCyclingStats |                 |                               |                 |
| Clasificación general |                 |                               |                 |
| Ciclista | Ciclista        | Equipo                        | Tiempo          |
| 1.º | Damien Howson   | Orica-Scott                   | 4 h 36 min 32 s |
| 2.º | Jai Hindley     | Australia                     | + 38 s          |
| 3.º | Kenny Elissonde | Team Sky                      | + 53 s          |
| 4.º | Michael Storer  | Australia                     | + 1 min 10 s    |
| 5.º | Chris Froome    | Team Sky                      | + 1 min 12 s    |
| 6.º | Cameron Meyer   | Australia                     | + 1 min 13 s    |
| 7.º | Lucas Hamilton  | Australia                     | + 1 min 13 s    |
| 8.º | Nathan Earle    | Australia                     | + 1 min 15 s    |
| 9.º | Esteban Chaves  | Orica-Scott                   | + 1 min 15 s    |
| 10.º | Timothy Roe     | IsoWhey Sports-Swiss Wellness | + 1 min 17 s    |

### Etapa 2
| \| Clasificación de la etapa \| Clasificación de la etapa \| Clasificación de la etapa \| Clasificación de la etapa \| Clasificación de la etapa \| \| Ciclista \| Ciclista \| Equipo \| Tiempo \| \| \| ------------------------- \| ------------------------- \| ----------------------------- \| ------------------------- \| ------------------------- \| \| 1.º \| Luke Rowe \| Team Sky \| 4 h 08 min 23 s \| \| \| 2.º \| Conor Dunne \| Aqua Blue Sport \| + 33 s \| \| \| 3.º \| Tanner Putt \| UnitedHealthcare \| + 56 s \| \| \| 4.º \| Robbie Hucker \| IsoWhey Sports-Swiss Wellness \| + 57 s \| \| \| 5.º \| Steven Lampier \| JLT Condor \| + 57 s \| \| \| 6.º \| Cameron Meyer \| Australia \| + 1 min 12 s \| \| \| 7.º \| Martijn Tusveld \| Roompot-Nederlandse Loterij \| + 1 min 17 s \| \| \| 8.º \| Janier Acevedo \| UnitedHealthcare \| + 1 min 17 s \| \| \| 9.º \| Ian Bibby \| JLT Condor \| + 1 min 17 s \| \| \| 10.º \| Lucas Hamilton \| Australia \| + 1 min 17 s \| \| |                 |                               |                 |
| |                 |                               |                 |
| Fuente: ProCyclingStats |                 |                               |                 |
| Clasificación de la etapa |                 |                               |                 |
| Ciclista | Ciclista        | Equipo                        | Tiempo          |
| 1.º | Luke Rowe       | Team Sky                      | 4 h 08 min 23 s |
| 2.º | Conor Dunne     | Aqua Blue Sport               | + 33 s          |
| 3.º | Tanner Putt     | UnitedHealthcare              | + 56 s          |
| 4.º | Robbie Hucker   | IsoWhey Sports-Swiss Wellness | + 57 s          |
| 5.º | Steven Lampier  | JLT Condor                    | + 57 s          |
| 6.º | Cameron Meyer   | Australia                     | + 1 min 12 s    |
| 7.º | Martijn Tusveld | Roompot-Nederlandse Loterij   | + 1 min 17 s    |
| 8.º | Janier Acevedo  | UnitedHealthcare              | + 1 min 17 s    |
| 9.º | Ian Bibby       | JLT Condor                    | + 1 min 17 s    |
| 10.º | Lucas Hamilton  | Australia                     | + 1 min 17 s    |

| \| Clasificación general \| Clasificación general \| Clasificación general \| Clasificación general \| Clasificación general \| \| Ciclista \| Ciclista \| Equipo \| Tiempo \| \| \| --------------------- \| --------------------- \| ----------------------------- \| --------------------- \| --------------------- \| \| 1.º \| Damien Howson \| Orica-Scott \| 8 h 46 min 12 s \| \| \| 2.º \| Jai Hindley \| Australia \| + 38 s \| \| \| 3.º \| Kenny Elissonde \| Team Sky \| + 53 s \| \| \| 4.º \| Cameron Meyer \| Australia \| + 1 min 08 s \| \| \| 5.º \| Michael Storer \| Australia \| + 1 min 10 s \| \| \| 6.º \| Chris Froome \| Team Sky \| + 1 min 12 s \| \| \| 7.º \| Lucas Hamilton \| Australia \| + 1 min 13 s \| \| \| 8.º \| Nathan Earle \| Australia \| + 1 min 15 s \| \| \| 9.º \| Esteban Chaves \| Orica-Scott \| + 1 min 15 s \| \| \| 10.º \| Timothy Roe \| IsoWhey Sports-Swiss Wellness \| + 1 min 17 s \| \| |                 |                               |                 |
| |                 |                               |                 |
| Fuente: ProCyclingStats |                 |                               |                 |
| Clasificación general |                 |                               |                 |
| Ciclista | Ciclista        | Equipo                        | Tiempo          |
| 1.º | Damien Howson   | Orica-Scott                   | 8 h 46 min 12 s |
| 2.º | Jai Hindley     | Australia                     | + 38 s          |
| 3.º | Kenny Elissonde | Team Sky                      | + 53 s          |
| 4.º | Cameron Meyer   | Australia                     | + 1 min 08 s    |
| 5.º | Michael Storer  | Australia                     | + 1 min 10 s    |
| 6.º | Chris Froome    | Team Sky                      | + 1 min 12 s    |
| 7.º | Lucas Hamilton  | Australia                     | + 1 min 13 s    |
| 8.º | Nathan Earle    | Australia                     | + 1 min 15 s    |
| 9.º | Esteban Chaves  | Orica-Scott                   | + 1 min 15 s    |
| 10.º | Timothy Roe     | IsoWhey Sports-Swiss Wellness | + 1 min 17 s    |

### Etapa 3
| \| Clasificación de la etapa \| Clasificación de la etapa \| Clasificación de la etapa \| Clasificación de la etapa \| Clasificación de la etapa \| \| Ciclista \| Ciclista \| Equipo \| Tiempo \| \| \| ------------------------- \| ------------------------- \| ------------------------------------- \| ------------------------- \| ------------------------- \| \| 1.º \| Travis McCabe \| UnitedHealthcare \| 3 h 46 min 00 s \| \| \| 2.º \| Mitchell Docker \| Orica-Scott \| + 0 s \| \| \| 3.º \| Leigh Howard \| Aqua Blue Sport \| + 0 s \| \| \| 4.º \| Luke Rowe \| Team Sky \| + 0 s \| \| \| 5.º \| Alekséi Tsatevich \| Gazprom-RusVelo \| + 0 s \| \| \| 6.º \| Ben Hill \| Attaque Team Gusto \| + 0 s \| \| \| 7.º \| Iván Savitski \| Gazprom-RusVelo \| + 0 s \| \| \| 8.º \| Jesper Asselman \| Roompot-Nederlandse Loterij \| + 0 s \| \| \| 9.º \| Jesse Kerrison \| IsoWhey Sports-Swiss Wellness \| + 0 s \| \| \| 10.º \| Brad Evans \| Drapac-Pat's Veg Holistic Development \| + 0 s \| \| |                   |                                       |                 |
| |                   |                                       |                 |
| Fuente: ProCyclingStats |                   |                                       |                 |
| Clasificación de la etapa |                   |                                       |                 |
| Ciclista | Ciclista          | Equipo                                | Tiempo          |
| 1.º | Travis McCabe     | UnitedHealthcare                      | 3 h 46 min 00 s |
| 2.º | Mitchell Docker   | Orica-Scott                           | + 0 s           |
| 3.º | Leigh Howard      | Aqua Blue Sport                       | + 0 s           |
| 4.º | Luke Rowe         | Team Sky                              | + 0 s           |
| 5.º | Alekséi Tsatevich | Gazprom-RusVelo                       | + 0 s           |
| 6.º | Ben Hill          | Attaque Team Gusto                    | + 0 s           |
| 7.º | Iván Savitski     | Gazprom-RusVelo                       | + 0 s           |
| 8.º | Jesper Asselman   | Roompot-Nederlandse Loterij           | + 0 s           |
| 9.º | Jesse Kerrison    | IsoWhey Sports-Swiss Wellness         | + 0 s           |
| 10.º | Brad Evans        | Drapac-Pat's Veg Holistic Development | + 0 s           |

| \| Clasificación general \| Clasificación general \| Clasificación general \| Clasificación general \| Clasificación general \| \| Ciclista \| Ciclista \| Equipo \| Tiempo \| \| \| --------------------- \| --------------------- \| ----------------------------- \| --------------------- \| --------------------- \| \| 1.º \| Damien Howson \| Orica-Scott \| 12 h 32 min 12 s \| \| \| 2.º \| Jai Hindley \| Australia \| + 38 s \| \| \| 3.º \| Kenny Elissonde \| Team Sky \| + 53 s \| \| \| 4.º \| Cameron Meyer \| Australia \| + 1 min 08 s \| \| \| 5.º \| Michael Storer \| Australia \| + 1 min 10 s \| \| \| 6.º \| Chris Froome \| Team Sky \| + 1 min 12 s \| \| \| 7.º \| Lucas Hamilton \| Australia \| + 1 min 13 s \| \| \| 8.º \| Nathan Earle \| Australia \| + 1 min 15 s \| \| \| 9.º \| Esteban Chaves \| Orica-Scott \| + 1 min 15 s \| \| \| 10.º \| Timothy Roe \| IsoWhey Sports-Swiss Wellness \| + 1 min 17 s \| \| |                 |                               |                  |
| |                 |                               |                  |
| Fuente: ProCyclingStats |                 |                               |                  |
| Clasificación general |                 |                               |                  |
| Ciclista | Ciclista        | Equipo                        | Tiempo           |
| 1.º | Damien Howson   | Orica-Scott                   | 12 h 32 min 12 s |
| 2.º | Jai Hindley     | Australia                     | + 38 s           |
| 3.º | Kenny Elissonde | Team Sky                      | + 53 s           |
| 4.º | Cameron Meyer   | Australia                     | + 1 min 08 s     |
| 5.º | Michael Storer  | Australia                     | + 1 min 10 s     |
| 6.º | Chris Froome    | Team Sky                      | + 1 min 12 s     |
| 7.º | Lucas Hamilton  | Australia                     | + 1 min 13 s     |
| 8.º | Nathan Earle    | Australia                     | + 1 min 15 s     |
| 9.º | Esteban Chaves  | Orica-Scott                   | + 1 min 15 s     |
| 10.º | Timothy Roe     | IsoWhey Sports-Swiss Wellness | + 1 min 17 s     |

### Etapa 4
| \| Clasificación de la etapa \| Clasificación de la etapa \| Clasificación de la etapa \| Clasificación de la etapa \| Clasificación de la etapa \| \| Ciclista \| Ciclista \| Equipo \| Tiempo \| \| \| ------------------------- \| ------------------------- \| ----------------------------- \| ------------------------- \| ------------------------- \| \| 1.º \| Ian Stannard \| Team Sky \| 2 h 52 min 44 s \| \| \| 2.º \| Aaron Gate \| Aqua Blue Sport \| + 0 s \| \| \| 3.º \| Taco van der Hoorn \| Roompot-Nederlandse Loterij \| + 0 s \| \| \| 4.º \| Ben Hill \| Attaque Team Gusto \| + 0 s \| \| \| 5.º \| Robbie Hucker \| IsoWhey Sports-Swiss Wellness \| + 0 s \| \| \| 6.º \| Alistair Slater \| JLT Condor \| + 0 s \| \| \| 7.º \| Jason Christie \| Nueva Zelanda \| + 0 s \| \| \| 8.º \| Daniel Fitter \| NSW Institute of Sport \| + 0 s \| \| \| 9.º \| Cyrus Monk \| \| + 0 s \| \| \| 10.º \| Travis McCabe \| UnitedHealthcare \| + 0 s \| \| |                    |                               |                 |
| |                    |                               |                 |
| Fuente: ProCyclingStats |                    |                               |                 |
| Clasificación de la etapa |                    |                               |                 |
| Ciclista | Ciclista           | Equipo                        | Tiempo          |
| 1.º | Ian Stannard       | Team Sky                      | 2 h 52 min 44 s |
| 2.º | Aaron Gate         | Aqua Blue Sport               | + 0 s           |
| 3.º | Taco van der Hoorn | Roompot-Nederlandse Loterij   | + 0 s           |
| 4.º | Ben Hill           | Attaque Team Gusto            | + 0 s           |
| 5.º | Robbie Hucker      | IsoWhey Sports-Swiss Wellness | + 0 s           |
| 6.º | Alistair Slater    | JLT Condor                    | + 0 s           |
| 7.º | Jason Christie     | Nueva Zelanda                 | + 0 s           |
| 8.º | Daniel Fitter      | NSW Institute of Sport        | + 0 s           |
| 9.º | Cyrus Monk         |                               | + 0 s           |
| 10.º | Travis McCabe      | UnitedHealthcare              | + 0 s           |

| \| Clasificación general \| Clasificación general \| Clasificación general \| Clasificación general \| Clasificación general \| \| Ciclista \| Ciclista \| Equipo \| Tiempo \| \| \| --------------------- \| --------------------- \| ----------------------------- \| --------------------- \| --------------------- \| \| 1.º \| Damien Howson \| Orica-Scott \| 12 h 32 min 12 s \| \| \| 2.º \| Jai Hindley \| Australia \| + 38 s \| \| \| 3.º \| Kenny Elissonde \| Team Sky \| + 53 s \| \| \| 4.º \| Cameron Meyer \| Australia \| + 1 min 08 s \| \| \| 5.º \| Michael Storer \| Australia \| + 1 min 10 s \| \| \| 6.º \| Chris Froome \| Team Sky \| + 1 min 12 s \| \| \| 7.º \| Lucas Hamilton \| Australia \| + 1 min 13 s \| \| \| 8.º \| Nathan Earle \| Australia \| + 1 min 15 s \| \| \| 9.º \| Esteban Chaves \| Orica-Scott \| + 1 min 15 s \| \| \| 10.º \| Timothy Roe \| IsoWhey Sports-Swiss Wellness \| + 1 min 17 s \| \| |                 |                               |                  |
| |                 |                               |                  |
| Fuente: ProCyclingStats |                 |                               |                  |
| Clasificación general |                 |                               |                  |
| Ciclista | Ciclista        | Equipo                        | Tiempo           |
| 1.º | Damien Howson   | Orica-Scott                   | 12 h 32 min 12 s |
| 2.º | Jai Hindley     | Australia                     | + 38 s           |
| 3.º | Kenny Elissonde | Team Sky                      | + 53 s           |
| 4.º | Cameron Meyer   | Australia                     | + 1 min 08 s     |
| 5.º | Michael Storer  | Australia                     | + 1 min 10 s     |
| 6.º | Chris Froome    | Team Sky                      | + 1 min 12 s     |
| 7.º | Lucas Hamilton  | Australia                     | + 1 min 13 s     |
| 8.º | Nathan Earle    | Australia                     | + 1 min 15 s     |
| 9.º | Esteban Chaves  | Orica-Scott                   | + 1 min 15 s     |
| 10.º | Timothy Roe     | IsoWhey Sports-Swiss Wellness | + 1 min 17 s     |

## Clasificaciones finales
- Las clasificaciones finalizaron de la siguiente forma:[3]

### Clasificación general
| \| Clasificación general \| Clasificación general \| Clasificación general \| Clasificación general \| Clasificación general \| \| Ciclista \| Ciclista \| Equipo \| Tiempo \| \| \| --------------------- \| --------------------- \| ----------------------------- \| --------------------- \| --------------------- \| \| 1.º \| Damien Howson \| Orica-Scott \| 12 h 32 min 12 s \| \| \| 2.º \| Jai Hindley \| Australia \| + 38 s \| \| \| 3.º \| Kenny Elissonde \| Team Sky \| + 53 s \| \| \| 4.º \| Cameron Meyer \| Australia \| + 1 min 08 s \| \| \| 5.º \| Michael Storer \| Australia \| + 1 min 10 s \| \| \| 6.º \| Chris Froome \| Team Sky \| + 1 min 12 s \| \| \| 7.º \| Lucas Hamilton \| Australia \| + 1 min 13 s \| \| \| 8.º \| Nathan Earle \| Australia \| + 1 min 15 s \| \| \| 9.º \| Esteban Chaves \| Orica-Scott \| + 1 min 15 s \| \| \| 10.º \| Timothy Roe \| IsoWhey Sports-Swiss Wellness \| + 1 min 17 s \| \| |                 |                               |                  |
| |                 |                               |                  |
| Fuente: ProCyclingStats |                 |                               |                  |
| Clasificación general |                 |                               |                  |
| Ciclista | Ciclista        | Equipo                        | Tiempo           |
| 1.º | Damien Howson   | Orica-Scott                   | 12 h 32 min 12 s |
| 2.º | Jai Hindley     | Australia                     | + 38 s           |
| 3.º | Kenny Elissonde | Team Sky                      | + 53 s           |
| 4.º | Cameron Meyer   | Australia                     | + 1 min 08 s     |
| 5.º | Michael Storer  | Australia                     | + 1 min 10 s     |
| 6.º | Chris Froome    | Team Sky                      | + 1 min 12 s     |
| 7.º | Lucas Hamilton  | Australia                     | + 1 min 13 s     |
| 8.º | Nathan Earle    | Australia                     | + 1 min 15 s     |
| 9.º | Esteban Chaves  | Orica-Scott                   | + 1 min 15 s     |
| 10.º | Timothy Roe     | IsoWhey Sports-Swiss Wellness | + 1 min 17 s     |

## Evolución de las clasificaciones
| Etapa (Vencedor)           | Clasificación general | Clasificación por puntos | Clasificación de la montaña | Clasificación de los jóvenes | Clasificación por equipos |
| -------------------------- | --------------------- | ------------------------ | --------------------------- | ---------------------------- | ------------------------- |
| Prólogo (Danny van Poppel) | Danny van Poppel      | No se entregó            | No se entregó               | Ayden Toovey                 | JLT Condor                |
| 1.ª etapa (Damien Howson)  | Damien Howson         | Jacob Kauffmann          | Damien Howson               | Jai Hindley                  | Australia                 |
| 2.ª etapa (Luke Rowe)      | Damien Howson         | Jacob Kauffmann          | Ben Hill                    | Jai Hindley                  | Team Sky                  |
| 3.ª etapa (Travis McCabe)  | Damien Howson         | Jacob Kauffmann          | Ben Hill                    | Jai Hindley                  | Team Sky                  |
| 4.ª etapa (Ian Stannard)   | Damien Howson         | Jacob Kauffmann          | Ben Hill                    | Jai Hindley                  | Team Sky                  |
| Final                      | Damien Howson         | Jacob Kauffmann          | Ben Hill                    | Jai Hindley                  | Team Sky                  |

## UCI World Ranking
El Herald Sun Tour otorga puntos para el UCI Oceania Tour 2017 y el UCI World Ranking, este último para corredores de los equipos en las categorías UCI ProTeam, Profesional Continental y Equipos Continentales. Las siguientes tablas son el baremo de puntuación y los corredores que obtuvieron puntos:
| Posición              | 1.ª | 2.ª | 3.ª | 4.ª | 5.ª | 6.ª | 7.ª | 8.ª | 9.ª | 10.ª |
| Clasificación general | 125 | 85  | 70  | 60  | 50  | 40  | 35  | 30  | 25  | 20   |
| Por etapa             | 14  | 5   | 3   |     |     |     |     |     |     |      |
| Líder                 | 3   |     |     |     |     |     |     |     |     |      |

| Clasificación | Clasificación      | Clasificación  | Clasificación | Clasificación | Clasificación | Clasificación |
| Posición      | Ciclista           | Equipo         | General       | Etapa         | Líder         | Total         |
| ------------- | ------------------ | -------------- | ------------- | ------------- | ------------- | ------------- |
| 1.º           | Damien Howson      | Orica-Scott    | 125           | 14            | 12            | 151           |
| 2.º           | Jai Hindley        | Australia      | 85            | 5             | -             | 90            |
| 3.º           | Kenny Elissonde    | Team Sky       | 70            | 3             | -             | 73            |
| 4.º           | Cameron Meyer      | Australia      | 60            | -             | -             | 60            |
| 5.º           | Michael Storer     | Australia      | 50            | -             | -             | 50            |
| 6.º           | Christopher Froome | Team Sky       | 40            | -             | -             | 40            |
| 7.º           | Lucas Hamilton     | Australia      | 35            | -             | -             | 35            |
| 8.º           | Nathan Earle       | Australia      | 30            | -             | -             | 30            |
| 9.º           | Esteban Chaves     | Orica-Scott    | 25            | -             | -             | 25            |
| 10.º          | Timothy Roe        | IsoWhey Sports | 20            | -             | -             | 20            |